# Déjame vivir
Déjame vivir é uma telenovela mexicana produzida por Valentín Pimstein para a Televisa e exibida pelo El Canal de las Estrellas entre 22 de março e 12 de novembro de 1982
Escrita por Inés Rodena, a trama é um remake da telenovela venezuelana Cristina produzida em 1970 pela extinta RCTV, que por sua vez é baseada na radionovela La virgen del cerro.
Foi protagonizada por Daniela Romo e Gregorio Casal e antagonizada por Beatriz Aguirre e Elizabeth Dupeyrón.

## Sinopse
Estrella é uma jovem humilde que luta para seguir em frente com sua família, formada por seu irmão mais novo, muito apegado a ela; sua irmã adolescente e muito ambiciosa; e seu pai praticamente ausente. A jovem é a costureira da altiva Graciela, uma senhora de classe que contrata a atraente moça para fazer seus vestidos. Para isso, ele freqüentemente vai à casa dela para tirar suas medidas e durante uma dessas visitas, conhece Enrique, filho de Graciela, que imediatamente se sente atraído por ela. Enrique começa um relacionamento com Estrella, mas Graciela atrapalha, pois ela não permite que seu filho se apaixone por uma "costureira". E assim Estrella e Enrique devem lutar pelo seu relacionamento e para que a malvada Graciela, de uma vez por todas, “os deixe viver”.

## Elenco
- Daniela Romo - Estrella
- Gregorio Casal - Enrique
- Beatriz Aguirre - Graciela
- Elizabeth Dupeyrón - Gilda Echaide
- Servando Manzetti - Gustavo
- José Reymundi - Germán "El Duque"
- Macaria - Yolanda
- Rosalba Brambila - Nina
- Rubén Rojo - Nicolás
- Rodolfo Gómez Lora - Tomasito
- Lilia Aragón - Dalia
- Magda Karina - Mercedes
- Maricruz Nájera - Josefina
- José Elías Moreno - Rafael
- Lucero Lander - Gilda
- Juan Verduzco - Quino
- Porfirio Bas - Gerardo